# Resolución 478 del Consejo de Seguridad de las Naciones Unidas
La resolución 478 del Consejo de Seguridad de las Naciones Unidas, adoptada el 20 de agosto de 1980, fue una de las siete resoluciones del Consejo de Seguridad que condenaron el intento de anexión de Jerusalén Este por parte de Israel. En particular, esta resolución nombra el incumplimiento israelí de la resolución 476 del Consejo de Seguridad y condena la Ley de Jerusalén de 1980 donde Israel declaró unilateralmente a la ciudad de Jerusalén como capital "eterna e indivisible" del Estado israelí, declarándola como una violación del derecho internacional y censurándola «en los términos más enérgicos», afirmando que «supone un serio obstáculo para el logro de una paz completa, justa y duradera». La resolución establece que el Consejo no reconocerá la ley, y pide a los Estados miembros de las Naciones Unidas a aceptar la decisión del Consejo. Esta resolución también solicitó a los Estados miembros de la ONU a retirar sus misiones diplomáticas de la ciudad como medida de castigo, llevándolas a Tel Aviv o sus suburbios.
El acuerdo fue aprobado con 14 votos a favor y ninguno en contra, con la única abstención de Estados Unidos.
La Organización de las Naciones Unidas y otros organismos internacionales como Amnistía Internacional consideran a Jerusalén Este como un territorio palestino ocupado. Tanto el Estado de Israel como el Estado de Palestina reclaman a la ciudad como capital política de sus países.

## Contenido
La resolución «censura en los términos más enérgicos» la Ley de Jerusalén y afirma que esta ley es una grave violación del derecho internacional y no afecta a la continua aplicabilidad en Jerusalén de los Convenios de Ginebra relativos a la protección de personas civiles en tiempo de guerra. Además, determina que la Ley de Jerusalén y todas las demás medidas y actos legislativos y administrativos adoptados por Israel, la potencia ocupante, que han alterado o pretendan alterar el carácter y el estatuto de Jerusalén «son nulos y carentes de valor y deben dejarse sin efecto inmediatamente». La resolución no reconoce la Ley de Jerusalén y demás medidas de Israel y hace un llamamiento a todos los miembros de la ONU para que acaten esta decisión y para que retiren las representaciones diplomáticas que hayan establecido en Jerusalén. La resolución también afirma que la Ley de Jerusalén es un serio obstáculo para el logro de una paz completa, justa y duradera en el Oriente Medio.

## Recepción y críticas
Israel rechazó categóricamente la resolución y su Ministerio de Relaciones Exteriores anunció que «no va a socavar el estatus de Jerusalén como la capital de un Israel soberano y como una ciudad unida que nunca más volverá a ser desgarrada».
En declaraciones hechas al Consejo de Seguridad, el entonces Secretario de Estado de Estados Unidos Edmund Muskie dijo que «la cuestión de Jerusalén debe abordarse en el contexto de las negociaciones para una paz global, justa y duradera en Oriente Medio».

El proyecto de resolución que hoy nos ocupa es ilustrativo de una preocupación que ha producido esta serie de textos desequilibrados y poco realistas sobre temas de Oriente Medio. No es capaz de servir a la meta de todas las religiones que se ven a Jerusalén como lugar santo. Debemos compartir una visión común de futuro para esta antigua ciudad-- una Jerusalén indivisible, con libre acceso a los Lugares Santos para las personas de todos los credos.

Con respecto a la sección del proyecto de resolución relativo a la transferencia de las embajadas de Jerusalén, el Secretario de Estado estadounidense dijo que la resolución era «fundamentalmente defectuosa» y que los Estados Unidos considera que la instrucción que establece eliminar las misiones diplomáticas de Jerusalén, es «no vinculante» y «sin fuerza», y rechazó la resolución como «un intento perjudicial para dictar a otras naciones». También dijo que los Estados Unidos tendría la fuerza de resistir cualquier intento de imponer sanciones a Israel en virtud del Capítulo VII de la Carta de las Naciones Unidas.
Shlomo Slonim, dijo que a pesar de su tono enérgico, la declaración de Muskie realmente no dilucidaba la posición estadounidense en torno a Jerusalén. Se hizo referencia a Jerusalén como un territorio ocupado, pero tampoco negó esa condición. Señaló que la política de Estados Unidos con respecto a Jerusalén a finales de 1980 continuó siendo marcada por un considerable grado de ambigüedad y confusión.
Una opinión consultiva posterior de la Corte Internacional de Justicia expresó la opinión de que todos los Estados tienen la obligación de no reconocer la situación ilegal en y alrededor de Jerusalén Este.
La resolución al no estar tomada bajo el Capítulo VII de la Carta de las Naciones Unidas, es considerada como no vinculante.

## Misiones diplomáticas
La mayoría de los países, con la excepción de los Países Bajos y 10 países latinoamericanos (Costa Rica, Chile, Colombia, República Dominicana, Ecuador, El Salvador, Guatemala, Haití, Panamá, Uruguay y Venezuela), ya habían trasladado sus embajadas a Tel Aviv antes de que se aprobase dicha resolución. Los últimos en adoptar esa medida fueron Costa Rica y El Salvador, que habían regresado su embajada a Jerusalén en 1984. El primero anunció el traslado de sede a Tel Aviv el 16 de agosto de 2006 y el segundo lo hizo el 25 de agosto de 2006. Paraguay y Bolivia eran los únicos países que aún mantenían sus embajadas en el suburbio jerosolimitano de Mevasseret Zion (a unos 10 km de la ciudad). Bolivia rompió sus relaciones diplomáticas en 2009, cerrando su embajada.

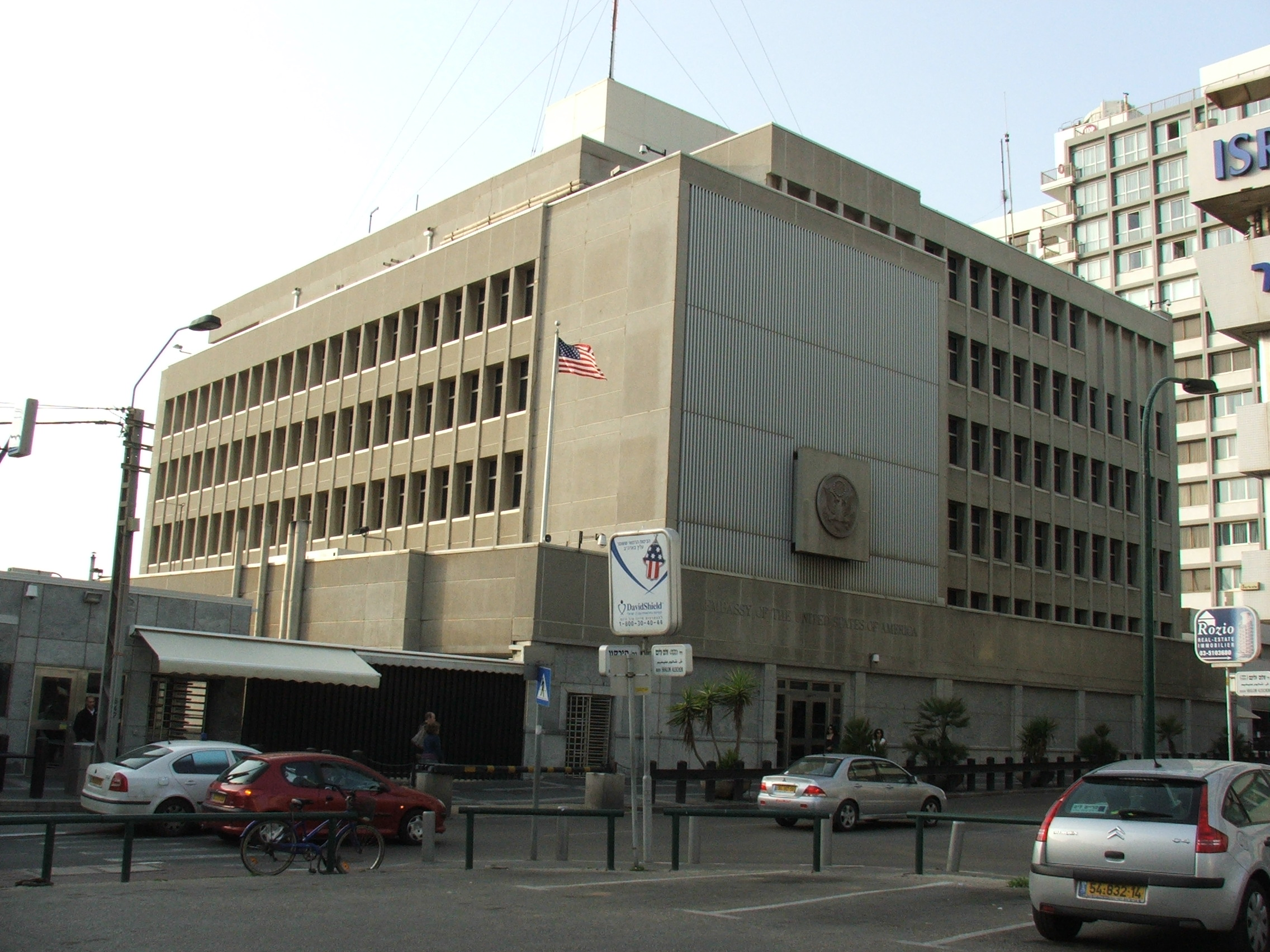
Embajada estadounidense en Tel Aviv.

En cuanto a los Estados Unidos, su Congreso aprobó una ley en 1995 (la Jerusalem Embassy Act) que declaraba que «Jerusalén debe ser reconocida como la capital del Estado de Israel; y la Embajada estadounidense en Israel deberá establecerse en Jerusalén no más tarde del 31 de mayo de 1999». El traslado se llevó a cabo en el 2018 bajo órdenes del presidente Donald Trump. La Embajada de Estados Unidos representa al gobierno estadounidense en Jerusalén, Cisjordania y la Franja de Gaza como una misión estadounidense independiente «cuyos miembros no están acreditados ante un gobierno extranjero».
Guatemala también trasladó su Embajada a Jerusalén en el 2018 secundando la decisión de los Estados Unidos. Otros países que mantienen consulados en Jerusalén son los Países Bajos, Grecia y España. Como el Presidente de Israel reside en Jerusalén y confirma a los diplomáticos extranjeros, los embajadores tienen que viajar desde Tel Aviv a Jerusalén para presentar sus cartas credenciales al ser nombrados.